# Warsaw (Nueva York)
Warsaw es un pueblo ubicado en el condado de Wyoming en el estado estadounidense de Nueva York. En el año 2000 tenía una población de 5,423 habitantes y una densidad poblacional de 59 personas por km².

## Geografía
Warsaw se encuentra ubicado en las coordenadas 42°44′24.28″N 78°7′58.67″O / 42.7400778, -78.1329639.

## Demografía
Según la Oficina del Censo en 2000 los ingresos medios por hogar en la localidad eran de $37,699, y los ingresos medios por familia eran $42,647. Los hombres tenían unos ingresos medios de $31,672 frente a los $21,691 para las mujeres. La renta per cápita para la localidad era de $17,279. Alrededor del 10.6% de la población estaban por debajo del umbral de pobreza.